# NERVA

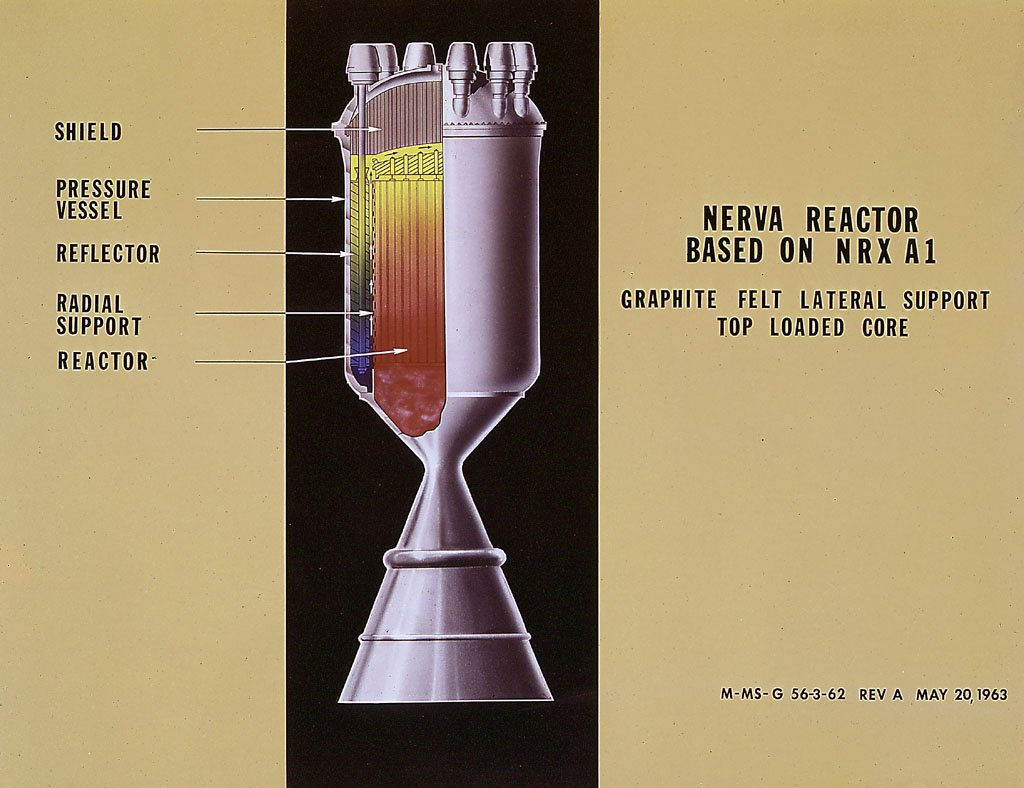
Schema di un endoreattore nucleare NERVA

NERVA è l'acronimo di Nuclear Engine for Rocket Vehicle Application (motore nucleare per applicazione su veicoli a razzo), un programma congiunto della Commissione per l'energia atomica e della NASA gestito dallo Space Nuclear Propulsion Office (SNPO) sino alla cancellazione di entrambi nel 1972. Il progetto fu portato avanti a partire dal 1960.
NERVA dimostrò che i motori di un razzo termico nucleare erano uno strumento possibile e affidabile per l'esplorazione dello spazio, e alla fine del 1968 SNPO certificò che l'ultimo motore NERVA, lo NRX/XE, soddisfaceva i requisiti per una missione umana su Marte. Anche se i motori NERVA sono stati costruiti e testati per quanto possibile ed il motore fu ritenuto pronto per l'integrazione in una navicella spaziale, gran parte del programma spaziale americano fu annullato dall'amministrazione Nixon prima che una spedizione con equipaggio umano su Marte potesse aver luogo.

## Storia
Il razzo NERVA si basava sulla tecnologia dei reattori nucleari Kiwi (il progetto originale del razzo nucleare non volante fu chiamato in seguito Kiwi, come un uccello incapace di volare della Nuova Zelanda). Nei primi anni sessanta la NASA prevedeva di usare il NERVA come motore per lo stadio chiamato RIFT (Reactor-In-Flight-Test) da usarsi nei primi anni settanta. Lo sviluppo del NERVA sarebbe dovuto diventare il motore dello stadio finale del Saturn V, il quale sarebbe stato così reso in grado di lanciare carichi interplanetari. Il Marshall Space Flight Center della NASA era stato incaricato dello sviluppo dello stadio del razzo.
Fin dall'inizio il programma ebbe numerosi problemi. Fu molto costoso e non ottenne mai molto sostegno pubblico, a causa della crescente ostilità contro il nucleare negli Stati Uniti d'America agli inizi degli anni '70. C'erano preoccupazioni ambientali e gli stessi test sui motori non riuscirono mai a produrre più del 40% della potenza teorica dei motori.
Wernher von Braun propose inoltre una missione umana su Marte utilizzando il NERVA e una navicella rotante a forma di ciambella per simulare la gravità.
Considerata una tecnologia senza sbocchi (la reazione nucleare è semplicemente utilizzata per riscaldare il propellente, più o meno nello stesso modo della caldaia nel motore a vapore), il programma NERVA fu cancellato nel 1972.

## Specifiche tecniche
- Diametro: 10,55 m
- Lunghezza: 43,69 m
- Peso a vuoto: 34,019 kg
- Peso totale: 178,321 kg
- Spinta (nel vuoto): 867 kN (194,919 lbf)
- Impulso specifico ({\displaystyle I_{sp}}) nel vuoto: 825 s (8,09 kN·s/kg)
- {\displaystyle I_{sp}} a livello del mare: 380 s (3,73 kN·s/kg)
- Tempo di combustione: 1200 s
- Propellenti: nucleare/LH2
- Ugelli: 1 Nerva-2